# Furukawa Group
Furukawa Group (古河グループ (Furukawa Gruppu?) é um conglomerado japonês, sediado em Tóquio.

## História
A origem do grupo é de 1875.

## Membros naNikkei 225
- Advantest
- FANUC
- Fuji Electric
- Fujitsu
- Furukawa Co., Ltd.
- Furukawa Electric
- Yokohama Rubber Company